# Eternity (jeu)
Pour les articles homonymes, voir Eternity.
Eternity est un casse-tête inventé par Christopher Monckton et distribué par Tomy.
La première version d'Eternity a été lancée en juin 1999, et la solution a été trouvée en mai 2000.

## Eternity II
Eternity II sort simultanément le 28 juillet 2007 dans 20 pays (Afrique du Sud, Australie, Belgique, Espagne, Danemark, États-Unis, Finlande, France, Grèce, Hongrie, Israël, Norvège, Pologne, Portugal, République tchèque, Royaume-Uni, Russie, Slovaquie, Suède et Suisse).
Ce jeu comporte 256 carrés aux bords colorés qu'il faut placer sur une grille 16 sur 16 de sorte que les carrés se touchent le long de bords de la même couleur tuiles. Un prix de $ 2 000 000 (environ 1 466 491 € ) était promis à qui résoudrait ce casse-tête avant le 31 décembre 2010, ce que personne n'a réussi.
Le nombre de solutions est estimé à 20 000, l'une d'elles ayant été certifiée par un huissier par le créateur. Aucune n'a été rendue publique. Des indices furent proposés (position de quelques carrés), qui éliminent des fausses pistes mais aussi des solutions...

## Liens
- E2Lab, un Editeur / Solveur gratuit pour Eternity II (en français et en anglais)